# Tylec
Tylec – tylna ściana komory zamkowej. Do tylca mogą być mocowane od wewnątrz zderzaki amortyzujące uderzenie zespołu ruchomego i części mechanizmu spustowego, a od zewnątrz kolba lub uchwyty służące do naprowadzania broni na cel.